# Gourgeonne
Die Gourgeonne ist ein Fluss in Frankreich, der im Département Haute-Saône in der Region Bourgogne-Franche-Comté verläuft. Sie entspringt im Ortsgebiet von Gourgeon, entwässert generell in südwestlicher Richtung und mündet nach rund 27 Kilometern im Gemeindegebiet von Recologne als rechter Nebenfluss in die Saône. 

## Orte am Fluss
- Gourgeon
- Cornot
- Vauconcourt-Nervezain
- Renaucourt
- Lavoncourt
- Tincey-et-Pontrebeau